# Mark Waid
Mark Waid (Hueytown, Alabama, 21 de marzo de 1962) es un guionista estadounidense de cómics de superhéroes. Es un profundo conocedor de los universos ficticios de las editoriales DC Comics y Marvel Comics y es autor de algunas de las más reconocidas etapas de las series de personajes como Flash, Capitán América, la Liga de la Justicia, los 4 Fantásticos y Batman. La serie limitada Kingdom Come, dibujada por Alex Ross y publicada en 1996, es quizás su obra más reconocida. 

## Primeros años
Waid nació en Hueytown, Alabama. Ha expresado que su obra en el medio de las historietas fue fuertemente influenciado por Adventure Comics #369-370 (1968) que presentaban la historia «Legion of Super-Heroes», de Jim Shooter y Mort Weisinger, en la que se introducía al villano Mordru. Waid ha dicho que esa historia es el «blueprint para todo lo que escribo».

## Carrera

### Décadas de 1980-1990
Comenzó su trabajo profesional en la editorial Fantagraphics Books como escritor y editor en la revista Amazing Heroes. La primera historieta publicada escrita por Waid fue «The Puzzle of Purloined Fortress», una historia de ocho páginas de Superman en Action Comics #572.
En 1987, Waid fue contratado como editor por la editorial DC Comics, donde trabajó en títulos como Action Comics, Doom Patrol, Infinity, Inc., Legion of Super-Heores, Secret Origins y Wonder Woman, así como en diversos one-shots como Batman: Gotham by Gaslight.
Waid comenzó a trabajar como escritor en The Flash en 1992, en donde permaneció por ocho años y gozó del reconocimiento de la industria del cómic estadounidense. Escribió una serie limitada de Metamorpho en 1993 y cocreó con el artista Mike Wieringo al personaje Impulso en The Flash #92 (julio de 1994). Impulso tuvo su propio título a partir de abril de 1995, con dibujo de Humberto Ramos y en noviembre de ese mismo, colaboró con Howard Porter en la serie limitada Underworld Unleashed, in crossover para DC Comics.
Su primer trabajo para la editorial Marvel Comics fue como uno de los escritores del crossover Age of Apocalypse en 1995. En 1996 creó al personaje Onslaught, un villano de los X-Men.
En 1995 Ralph Macchio y Mark Gruenwald, editores de Marvel, lo contrataron como escritor del título Captain America en conjunto con el artista Ron Garney. Waid y Garney fueron aclamados por la crítica por su trabajo en este título, en el que permanecieron hasta que fue relanzado en 1996 como parte de la iniciativa editorial Heroes Reborn; Rob Liefeld, a cargo de la iniciativa, le ofreció a Waid la oportunidad de escribir el guion de Captain America a partir de argumentos y arte desarrollado por su estudio, pero Waid rechazó la oferta. Heroes Reborn se desarrolló a lo largo de todo un año y al concluir Waid y Garney colaboraron nuevamente en Captain America, en el vol. 3, de los números 1 al 23.
Waid y el artista Alex Ross produjeron la novela gráfica Kingdom Come en 1996. La historia de esta novela mostraba a Superman, Batman, Mujer Maravilla y otros superhéroes reaccionando a un mundo que había cambiado a su alrededor, fue escrita en respuesta a la tendencia «sombría» de las historietas de las décadas de 1980 y 1990. Paul Levitz, escritor y editor de DC Comics, observó que «el profundo conocimiento de Waid sobre el pasado de los héroes le ha servido bien, y el estilo único de pintura de Ross han hecho una declaración potente sobre la realidad del mundo que construyeron». Muchas de las ideas introducidas en Kingdom Come después fueron integradas al universo ficticio de DC Comics y Waid escribió una secuela, The Kingdom, en 1998.
Junto al escritor Grant Morrison, desarrolló varios proyectos que contribuyeron a restablecer el éxito del equipo de superhéroes Liga de la Justicia, entre ellos JLA: Year One en 1998. Ambos crearon el concepto del hipertiempo como una forma de explicar los problemas en la continuidad del universo ficticio de DC Comics.
En junio de 2013 se anuncia la próxima publicación de Spiderman: Family Business, una novela gráfica a cargo de Mark Waid con James Robinson y Gabriel Dell'Otto.

### Década de 2000
En el 2000, Wair colaboró con Bryan Hitch y Paul Neary en el one-shot JLA: Heaven's Ladder para DC Comics y coescribió la serie Empire junto con Barry Kitson para Gorilla Comics, una editorial fundada por Waid junto con otros historietistas; Gorilla Comics quebró y sólo dos números de Empire fueron publicados bajo esa editorial, pero de 2003 a 2004 DC Comics concluyó su publicación. Escribió por un año, a partir de 2001, la serie Ruse de la editorial Crossgen.
Waid comenzó un periodo aclamado de la serie Fantastic Four para Marvel Comics en 2002, de la mano del artista Mike Weringo. En junio de 2003 Bill Jemas, editor de Marvel, trató de convencer a de abandonar las historias de aventura de los 4 Fantásticos para convertir a la serie en una «loca comedia dramática en los suburbios», a lo que se negó. Después de discutir los cambios propuestos con el editor Brevoort encontró una manera de hacerlos, pero para entonces se había tomado la decisión de despedir a Waid y Wieringo de la serie. Esta decisión causó una reacción negativa tan fuerte entre los fanes que Waid y Wieringo regresaron a Fantastic Four en septiembre de 2003. Waid y Wieringo concluyeron su periodo en Fantastic Four con el número 524 en mayo de 2005.
En 2003 Waid escribió una historia de origen «moderna» para Superman en la serie limitada Superman: Birthright para DC Comics, donde combinó elementos de diferentes épocas de este personaje, así como elementos de sus adaptaciones al cine y televisión.
Escribió Legion of Super-Heroes de diciembre de 2004 a julio de 2007, formando equipo nuevamente con Barry Kitson. En 2005, Waid firmó un contrato exclusivo con duración de dos años con DC Comics, durante el que coescribió la serie limitada 52, junto con Grant Morrison, Geoff Johns, Greg Rucka y Keith Giffen, además de escribir el relanzamiento de The Brave and the Bold con George Pérez y un periodo breve en The Flash.
Durante la Convención Internacional de Cómics de San Diego en julio de 2007, se anunció que Waid se convertiría en editor en jefe de BOOM! Studios y que todas sus historietas originales serían publicadas por esa editorial. En 2010 fue ascendido a director creativo de BOOM! Studios en agosto de 2010, pero Waid abandonó el cargo en diciembre de ese mismo año y anunció que continuaría escribiendo como trabajador autónomo para la editorial.
A finales de la década de 2000, Waid escribió varios números de The Amazing Spider-Man, entre ellos el número 573 (diciembre de 2008), en el que Spider-Man conoce al cómico y presentador de televisión Stephen Colbert; y para BOOM! Studios inició las series Irreedemable e Incorruptible.

### Década de 2010

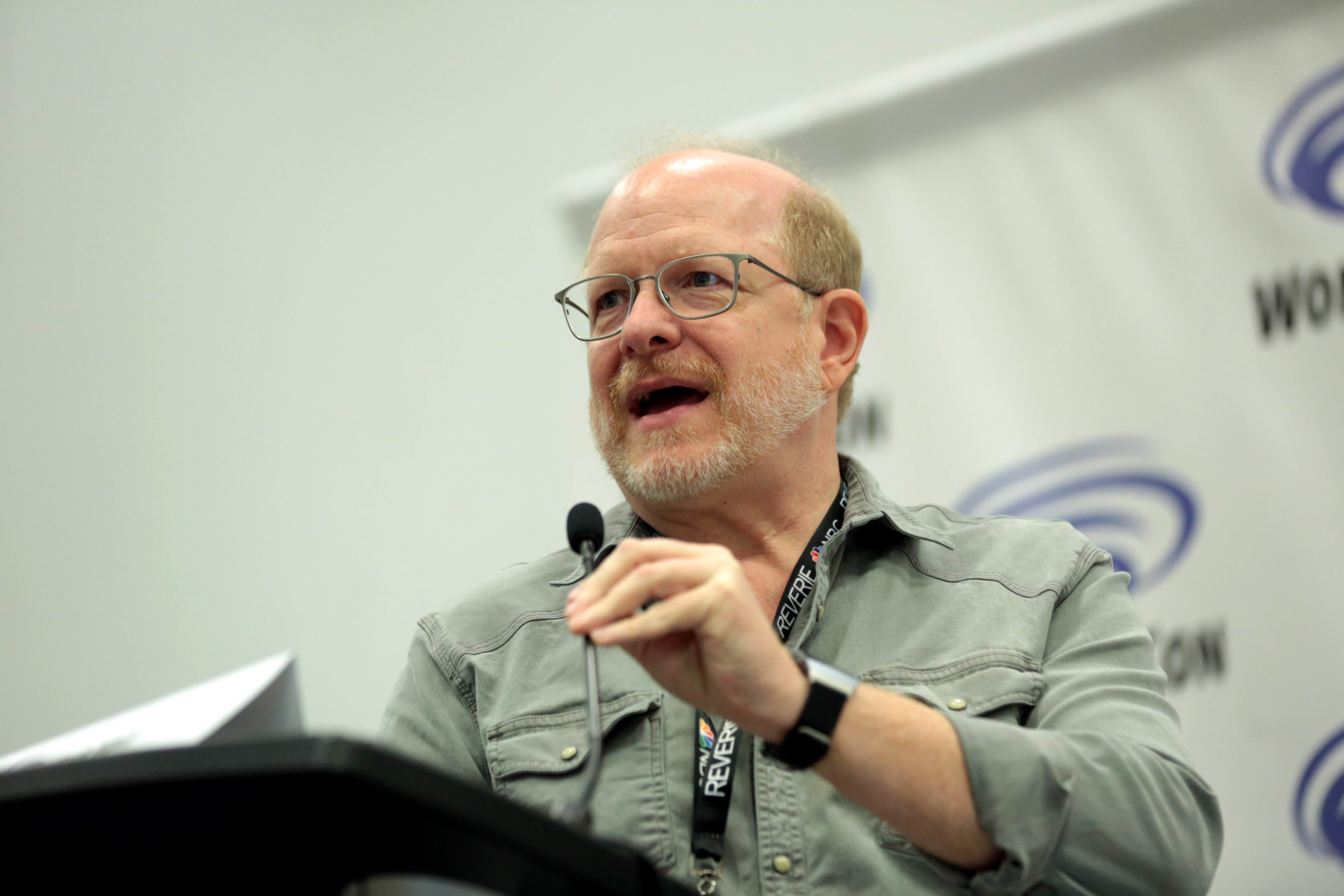
Mark Waid hablando en la WonderCon 2018 en el centro de convenciones de Anaheim, Estados Unidos.

Durante la década de 2010 Waid trabajó en múltiples proyectos para Marvel Comics. Escribió el inicio del arco argumental The Gauntlet de Spider-Man (2010); Strange, una serie limitada de Doctor Strange(2010); la serie Daredevil (2011); The Indestructible Hulk (2012); S.H.I.E.L.D. que incorporaba a personajes de la serie de televisión Agents of S.H.I.E.L.D. (2014); un segundo periodo en Daredevil (2014); Hulk (2014); All-New, All-Different Avengers (2015); Champions, una serie sobre un equipo de superhéroes jóvenes (2016); Black Widow (2016); The Avengers (2016); Doctor Strange (2018); la serie limitada Ant-Man & the Wasp (2018); e Invisible Woman(2019).
El trabajo de Waid con los artistas Paolo Rivera y Joe Rivera en Daredevil los hizo merecedores de dos premios Eisner en 2012, a «mejor serie continua» y «mejor número individual» por Daredevil #7; así como a cuatro premios Harvey, a «mejor serie nueva», «mejor serie continua», «mejor escritor» y «mejor entintador». Ese mismo año Waid recibió además un premio Eisner individual a «mejor escritor» por Daredevil, Irredeemable e Incorruptible; y a «mejor escritor» por su trabajo en Daredevil.
En 2011 Waid estableció el sitio web Thrillbent, dedicado a publicar historietas digitales gratuitas. En 2013 publicó el ensayo Una carta abierta para los trabajadores autónomos jóvenes (en inglés: An Open Letter To Young Freelancers), que atrajo la atención de la industria de la historieta y fue descrita por The Hollywood Reporter como un «comentario importante en las prácticas de prácticas de la industria que se encuentran en un estado de flujo en las editoriales grandes y pequeñas».
En 2015 creó com J. G. Jones la serie Strange Fruit para BOOM! Studios, una historieta sobre la gran inundación del Misisipi de 1927, y en 2018 la editorial Humanoids Publishing anunció la creación del sello H1 y la participación de Waid como escritor y director de desarrollo creativo.

### Década de 2020
Waid escribió la serie Batman/Superman: World's Finest con Dan Mora como dibujante a partir de marzo de 2022 y Batman vs Robin en septiembre de ese mismo año, ambas para DC Comics.
En abril de 2022 Waid fue uno de los más de 48 historietistas que colaboraron en el libro antológico Comics for Ukraine: Sunflower Seeds de la organización Operation USA, editado por IDW Publishing, cuyas ganancias fueron donadas a los esfuerzos de socorro para refugiados ucranianos, afectados por la invasión rusa de Ucrania. Waid colaboró con el artista Gabriel Rodríguez, creando personajes completamente nuevos para esta antología.
Waid y Mora colaboraron de nuevo en la serie Shazam! para DC Comics a partir de mayo de 2023. Más tarde ese mismo año escribió para esa editorial las series limitadas Superman: The Last Days of Lex Luthor, ilustrada por Bryan Hitch, y World's Finest: Teen Titans, con dibujos de Emanuela Lupaccihno.

## Problemas legales
En septiembre de 2018 el escritor Richard Meyer inició una demanda civil contra Waid en el estado de Texas, Estados Unidos, acusándolo de difamación e interferencia maliciosa, afirmando que Waid convenció a la editorial Antarctic Press de no publicar la novela gráfica Jawbreakers, escrita por Meyer.
Waid negó las acusaciones e inició una campaña en la plataforma de micromecenazgo GoFundMe para financiar los procedimientos legales, en la que contribuyeron los historietistas Neil Gaiman, Kurt Busiek, Dan Slott y Yanick Paquette. El artista Ethan Van Sciver inició una campaña similar para apoyar a Meyer, que rápidamente superó el monto recaudado por Waid.
En abril de 2019 Waid solicitó a la corte que se desestimara la demanda; en diciembre de 2020 Meyer retiró voluntariamente la demanda y llegó a un acuerdo confidencial con Waid.